# Evangelische Kirche Gundelsheim

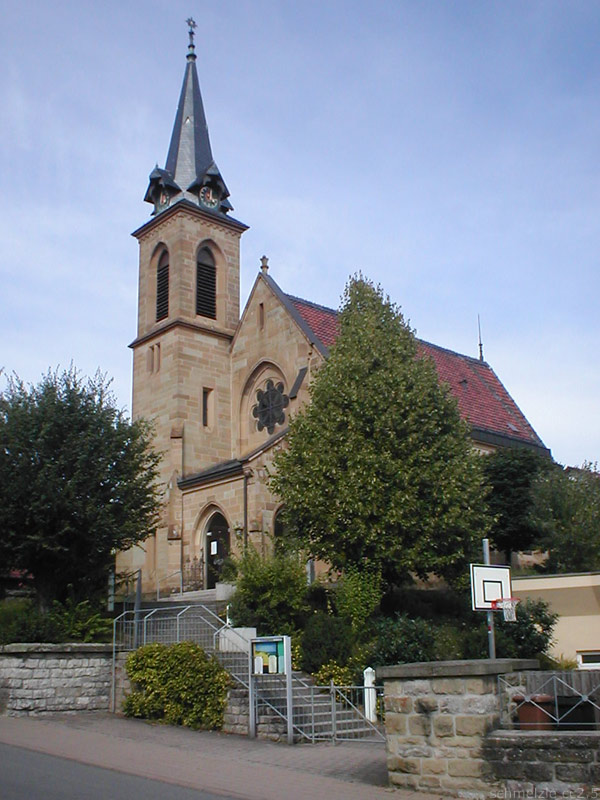
Evangelische Kirche in Gundelsheim

Die evangelische Kirche in Gundelsheim im Landkreis Heilbronn im nördlichen Baden-Württemberg wurde 1895/96 erbaut. Die Kirchengemeinde gehört zum Kirchenbezirk Weinsberg-Neuenstadt der Evangelischen Landeskirche in Württemberg.

## Geschichte
Das einst zum Deutschen Orden zählende Gundelsheim war bis zur Säkularisation des Ordens und dem Übergang des Ortes zu Württemberg praktisch rein katholisch. Im 19. Jahrhundert kam erstmals eine größere Zahl von Protestanten in den Ort. 1871 gab es 102 Protestanten (gegenüber 1042 Katholiken und 6 Juden). Bis 1924 hat sich ihre Zahl verdreifacht.
Bis 1851 besuchten die Gundelsheimer Protestanten den Gottesdienst in Jagstfeld. 1851 wurde Gundelsheim Filiale der neu gegründeten evangelischen Pfarrverweserei in Neckarsulm. Der evangelische Apotheker Sandel als damaliger Besitzer von Schloss Horneck stellte die alte Burgkapelle als Gottesdienstraum zur Verfügung, die am 5. Oktober 1851 neu eingeweiht wurde. Von da an fand wöchentlich ein Gottesdienst in Gundelsheim statt, der von Pfarrern der umliegenden Orte gehalten wurde. Als Kirchglocke diente die alte Turmglocke des Schlosses, die 10 Minuten lang läuten durfte. 1891 wurde unter dem Schlossbesitzer Friedrich Trump eine neue Kapelle auf Schloss Horneck eingerichtet.
Zur evangelischen Gemeinde in Gundelsheim gehörte seit 1889 eine evangelische Schule, die im Haus des Sägmühlenbesitzers Klink eingerichtet war. Als Klink 1894 die Schulräume kündigte, beschloss die Gemeinde den Bau einer eigenen Schule. Auch die Zukunft der Schlosskapelle nicht mehr sicher, da mit einem Besitzerwechsel auf dem Schloss gerechnet wurde, so dass man den Bau eines Betsaals als Ausweichquartier ins Auge fasste. Zunächst plante man, den Betsaal im ersten Stock des Schulgebäudes einzurichten, dann beschloss man auf Drängen des Konsistoriums und des Gustav-Adolf-Vereins, getrennte Bauten für Schule und Kirche zu erstellen. Die Gemeinde erwarb daraufhin das Grundstück an der Panoramastraße, wo das Schulhaus am 30. August 1895 und die Kirche am 24. August 1896 eingeweiht wurde.
Im Ersten und Zweiten Weltkrieg wurden jeweils Glocken zum Einschmelzen abgeliefert. 1952 wurde das Geläut mit einer Leihglocke aus Pommern wieder erweitert, die jedoch nicht zum Klang der noch vorhandenen Glocke gepasst hat. 1955 wurden daher drei neue Glocken bei der Glockengießerei Bachert gegossen. Diese Glocken waren nun aber zu groß dimensioniert, so dass der Glockenstuhl umgebaut werden musste. Die Leihglocke ging danach an den Oberkirchenrat zurück, die alte Glocke kam nach Oedheim.
1967 wurde die evangelische Gemeinde Gundelsheim mit inzwischen rund 1000 Mitgliedern zur Pfarrei erhoben.
1956 und 1982 fanden umfassende Innenrenovierungen der Kirche statt. Das benachbarte Schulhaus wurde 1995 abgerissen, an seiner Stelle wurde am 5. Mai 1996 ein neues Gemeindezentrum eingeweiht.

## Beschreibung
Die Kirche wurde im Stil der Neogotik aus regionaltypischem Sandstein erbaut.